# René Char

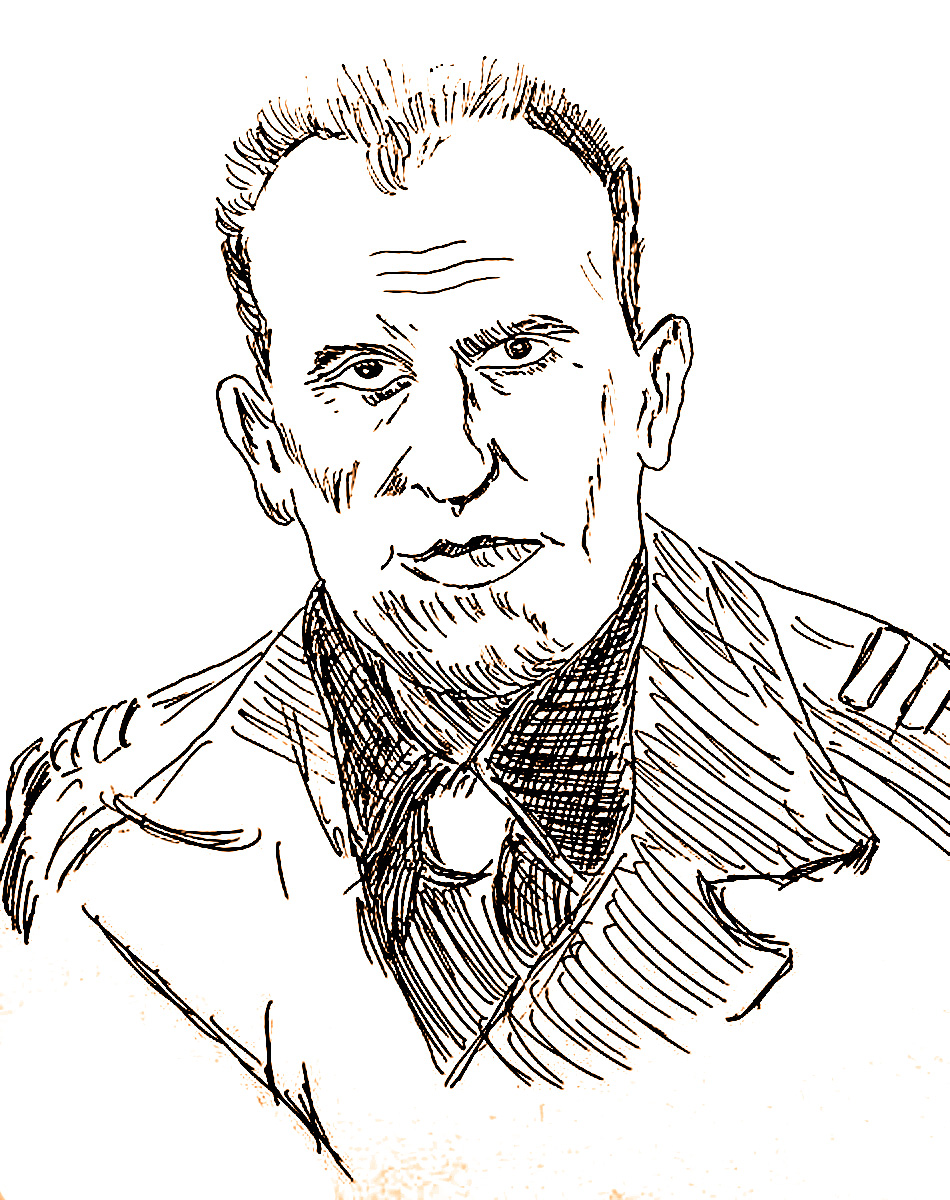
Portret van René Char

René Char (L'Isle-sur-la-Sorgue, Vaucluse, 14 juni 1907 – Parijs, 19 februari 1988) was een Frans schrijver en dichter.

## Leven en werk

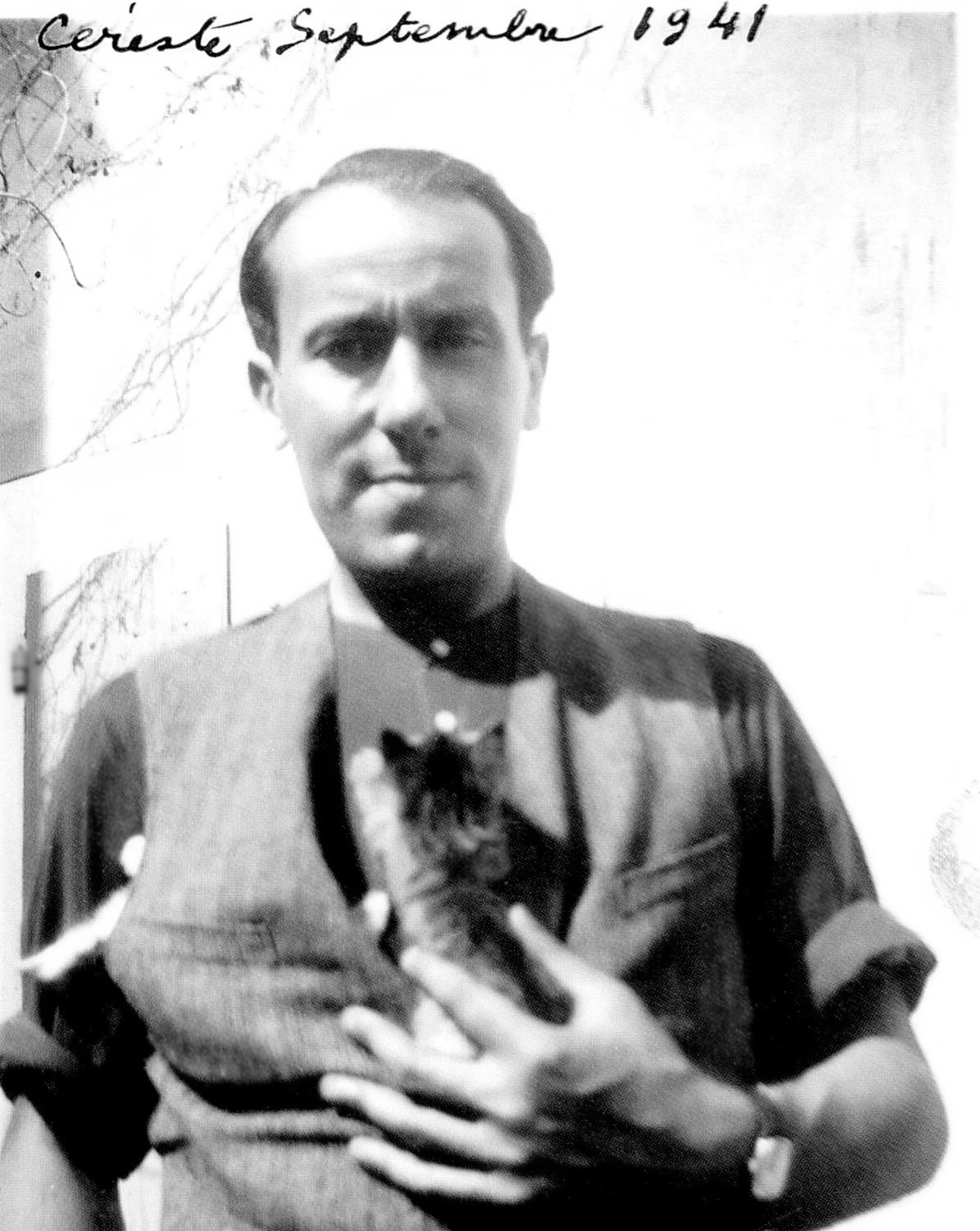
René Char (1941)

Char bezocht het lyceum in Avignon en later de handelsschool in Marseille. De grote eruditie en kennis van de filosofie, om welke hij later bekendstond, dankte hij voornamelijk aan zelfstudie.
Char publiceerde in 1929 zijn eerste poëziebundel en werd in zijn beginjaren aangemoedigd door Paul Éluard. Hij trok naar Parijs, waar hij onder meer André Breton en Louis Aragon leerde kennen. In 1934 vestigde hij zijn naam met de Le marteau sans maître, een van de belangrijkste dichtbundels voortgekomen uit het surrealisme van de periode 1929-1934. Uit de bundel spreekt een samenballing van krachten die ook zijn latere werk zal kenmerken. Invloeden van Nietzsche zijn herkenbaar, maar wel steeds vanuit een originele eigen visie.
Tijdens de Tweede Wereldoorlog voegt Char zich bij het Franse verzet. Uit die tijd stamt de bundel Seuls demeurent en het sterk geconcentreerde, aforistische dagboek Feuillets d’Hypnos. Kort na de oorlog publiceert hij zijn bekende bundel Fureur et mystère (1948), waarin een intense bewogenheid doorklinkt en het mysterie van de tederheid centraal staat.
In het latere werk van Char, met name vanaf de jaren zestig, klinkt steeds sterker de angst en de hoop van het tijdsgewricht door. Char schetst het spanningsveld tussen de onvermijdelijke neergang (zelfs angst voor het ‘einde der tijden’) en het onweerhoudbare menselijk streven naar het hogere. Ook schrijft Char steeds vaker over het wezen van het dichterschap zelf. Niettegenstaande de ernst en filosofische diepgang van zijn levensvisie en zijn compacte schrijfstijl, weet hij toch een zekere luciditeit in zijn werk te behouden, welke de toegankelijkheid zeer ten goede komt.

## Trivia
- Char had een goede band met veel schilders en noemde hen zelfs zijn ‘primaire bondgenoten’. In de jaren dertig sloot hij een levenslange vriendschap met Pablo Picasso en Joan Miró. Wassily Kandinsky illustreerde zijn werk. Henri Matisse werd door Chars Le marteau sans maître geïnspireerd voor een aantal schilderijen.
- Char was nauw bevriend met Albert Camus, met wie hij regelmatig polemiseerde.
- Char was vanaf 1955 intensief bevriend met Martin Heidegger, niettegenstaande Chars afwijzing van Heideggers nationaalsocialistische verleden.
- Char nam na de oorlog vaak openlijk politieke standpunten in. In de jaren zestig keerde hij zich onder andere publiekelijk tegen de stationering van atoomraketten in de Provence.
- De bundel Fureur et mystère werd in 1999 opgenomen in Le Mondes 100 Boeken van de Eeuw.

## Publicaties

### Nederlandse vertalingen
- Een vreemdeling voor de dageraad. (Uitgeverij IJzer, 2019). Vertaling door Anno Lampe
- Woede en mysterie. (Uitgeverij IJzer, 2017). Vert. door Anno Lampe
- De onbeheerde hamer, gevolgd door Eerste molen (Uitgeverij IJzer, 2016). Vert. door Anno Lampe
- Toegewijde tegenstanders. (Picaron, 1989). Vert. door Joke Hermsen & Henk van der Waal
- Grenzend aan Van Gogh. (Meulenhoff, 1987). Vert. door Clasine Heering
- Samen aanwezig. Gedichten 1930-1972. (Meulenhoff, 1974). Vertaling door C.P. Heering-Moorman

### Origineel
- Arsenal (1929).
- Ralentir Travaux (1930 - met André Breton en Paul Eluard).
- Artine (1930).
- L'action de la justice est éteinte (1931).
- Le marteau sans maître (1934).
- Moulin Premier (1936).
- Placard pour un chemin des écoliers (1937).
- Dehors la nuit est gouvernée (1938).
- Seuls demeurent (1943).
- Le Poème pulvérisé (1945).
- Feuillets d'Hypnos (1946).
- Fureur et mystère (1948).
- Les Matinaux (1950).
- A une sérénité crispée (1951).
- Recherche de la base et du sommet (1955).
- La Parole en archipel (1962).
- Dans la pluie giboyeuse (1968).
- Le Nu perdu (1971).
- Aromates chasseurs (1976).
- Chants de la Balandrane (1977).
- Fenêtres dormantes et porte sur le toit (1979).
- Les voisinages de Van Gogh (1985).
- Éloge d'une soupçonnée (1988).